# Тогда и только тогда
↔
⇔
≡
«Тогда́ и то́лько тогда́» — логическая связка эквиваленции между утверждениями, применяемая в логике, математике, философии. Чтобы быть эквиваленцией, связка должна быть идентична стандартному материальному условному высказыванию («только тогда» эквивалентно «если … то»), соединённому со своей противоположностью, откуда и название связки. В результате истинность одного утверждения требует такой же истинности другого, то есть либо оба они истинны, либо оба ложны. Можно спорить о том, передаёт ли выражение русского языка «тогда и только тогда» определённую выше связку с её уже существующим смыслом. Конечно, ничто не может помешать нам читать эту связку именно как «тогда и только тогда», хотя это может иногда привести к путанице.
В письменной форме в качестве альтернативы к «тогда и только тогда» часто используется достаточно спорные выражения, включающие: Q необходимо и достаточно для Р; Р эквивалентно (или материально эквивалентно) Q; Р точно, если Q; P точно, когда Q; P точно в случае Q; P именно в случае Q.
В логических формулах вместо всех вышеприведённых фраз используются логические символы.

## Определение
Таблица истинности для p ↔ q имеет следующий вид:
| p | q | p ↔ q |
| 1 | 1 | 1     |
| 1 | 0 | 0     |
| 0 | 1 | 0     |
| 0 | 0 | 1     |

Заметим, что эквивалентное преобразование производит стандартная ячейка XNOR, а противоположное преобразование — стандартная ячейка XOR.

## Использование

### Нотация
Для обозначения в формулах логической связки «тогда и только тогда» используются логические символы ↔, ⇔ и ≡. В английских текстах иногда для обозначения связки используется «iff» (аббревиатура от «if and only if»), а в русскоязычных текстах по аналогии изредка используется аббревиатура «ттт», или «в томм случае», или «согда». Обычно все эти символы трактуются как эквивалентные. Однако некоторые тексты математической логики (особенно по логике первого порядка и в меньшей степени по логике высказываний) делают различие между ними, причём, первый знак ↔ используется как символ в логических формулах, тогда как знак ⇔ используется в рассуждениях по поводу этих формул (например, в металогике). В нотации Лукасевича в качестве префикса используется символ «E». Отрицанием данной связки является «исключающее или».

### Доказательства
В большинстве логических систем доказывается утверждения вида «P ↔ Q» через доказательство «если P, то Q» и «если Q, то P» (или обратное «если не-P, то не-Q» и «если не-Q, то не-P»). Доказательство этой пары утверждений иногда приводит к более строгому доказательству, поскольку есть неочевидные условия, из которых можно вывести эквиваленцию непосредственно. Альтернативой является доказательство дизъюнкции «(P и Q) или (не-P и не-Q)», которая сама по себе может быть выведена из дизъюнктов, т.е поскольку связка ↔ является функцией истинности, то отсюда следует, что «P ↔ Q» истинно только, если P и Q оба истинны или оба ложны.

## Отличие «тогда» и «только тогда»
1. «Если пудинг с заварным кремом, тогда Мэдисон будет его есть.»  или «Мэдисон будет есть пудинг, если он с заварным кремом.» (эквивалентно к «Только если Мэдисон будет есть пудинг, тогда возможно, что он с заварным кремом.» или «Если Мэдисон не будет есть пудинг, значит он без крема.» или «Только если пудинг без крема, то возможно, что Мэдисон не станет его есть.»)
Здесь утверждается лишь то, что Мэдисон будет есть крем-пудинг. Это, однако, не исключает возможности того, что Мэдисон съест хлеб-пудинг. Может быть, она будет есть, может быть не будет — предложения ничего не говорят нам. Мы знаем наверняка, что она будет есть любой крем-пудинг, с которым она встретится. Крем является достаточным условием для того, чтобы Мэдисон съела пудинг.
2. «Только если пудинг с заварным кремом, тогда возможно, что Мэдисон будет его есть.» или «Мэдисон будет есть пудинг только тогда, когда он с заварным кремом.» (эквивалентно к «Если Мэдисон будет есть пудинг, значит он с заварным кремом.» или «Если пудинг без крема, то Мэдисон не станет его есть.» или «Только если Мэдисон не стала есть пудинг, то возможно, что он без крема.»)
Здесь утверждается, что Мэдисон будет есть пудинг только с кремом. Это, однако, не исключает возможности того, что Мэдисон откажется от заварного крема, даже если он ей доступен, в отличие от (1), в котором требуется, чтобы Мэдисон съела любой имеющийся заварной крем. Во втором случае пудинг с заварным кремом является необходимым условием для того, чтобы Мэдисон его съела. Это не достаточное условие, так как Мэдисон может и не есть любые крем-пудинги, которые ей дают.
3. «Тогда и только тогда, когда пудинг с заварным кремом, Мэдисон будет его есть.» или «Мэдисон будет есть пудинг тогда и только тогда, когда он с заварным кремом.»
Здесь совершенно ясно, что Мэдисон будет есть только все те пудинги, которые с заварным кремом. Она не оставит ни одного такого пудинга несъеденным, и она не будет есть никакой другой вид пудинга. Данный крем-пудинг является одновременно необходимым и достаточным условием для того, чтобы Мэдисон его съела.

Достаточность является инверсией необходимости. То есть, если дано P→Q (или если P, то Q), то P будет достаточным условием для Q, а Q будет необходимым условием для P. Кроме того, если дано P→Q, то истинно также ¬Q→¬P (где ¬ является оператором отрицания, то есть «не»). Это означает, что связь между P и Q, установленная оператором P→Q, может быть выражена следующими эквивалентными способами:
P достаточно для Q (если P истинно, то Q достоверно)
Q необходимо для P (если Q истинно, то P вероятностно)
¬Q достаточно для ¬P (если ¬Q истинно, то ¬P достоверно)
¬P необходимо для ¬Q (если ¬P истинно, то ¬Q вероятностно)
Если в качестве примера взять вышеприведённое предложение (1), в котором утверждается P→Q, где P — это «пудинг, о котором идёт речь, с заварным кремом», а Q — это «Мэдисон будет есть пудинг, о котором идёт речь», то следующие четыре способа выражения отношений будут эквивалентны:
Если пудинг, о котором идёт речь, с заварным кремом, тогда Мэдисон будет его есть.
Только если Мэдисон будет есть пудинг, о котором идёт речь, он, возможно, с заварным кремом.
Если Мэдисон не будет есть пудинг, о котором идёт речь, он без заварного крема.
Только если пудинг, о котором идёт речь, без заварного крема, Мэдисон, возможно, не будет его есть.
Таким образом, мы видим, что вышеприведённое предложение (2) можно переформулировать в виде если … то, например, «Если Мэдисон съест пудинг, о котором идёт речь, то он с заварным кремом». Беря это в сочетании с (1), мы находим, что (3) можно сформулировать так: «Если пудинг, о котором идёт речь, с заварным кремом, тогда Мэдисон будет его есть, И если Мэдисон будет есть пудинг, то он с заварным кремом».